# Confessions intimes
Confessions intimes est une ancienne émission de télévision française diffusée sur TF1 du 3 janvier 2001 au 4 juillet 2014 et sur NT1 entre le 1 septembre 2013 et le 24 avril 2019.

## Diffusion
Sur TF1 : 
- Le mercredi soir en deuxième partie de soirée, une fois par mois (2001-2003)
- Le lundi soir en deuxième partie de soirée en alternance avec Y'a que la vérité qui compte deux fois par mois (2003-2006)
- Le mardi soir en deuxième partie de soirée (2006-2009)
- Le vendredi soir en deuxième partie de soirée en remplacement de l'émission Sans aucun doute et en alternance avec C'est quoi l'amour ?, puis en troisième partie de soirée (2010-2012)
- Le mardi soir en deuxième partie de soirée (2012-2013)
- Chaque vendredi soir en troisième partie de soirée à partir d'1h15 du matin (2013-2014). Une émission spéciale 10 ans de l'émission est diffusée le 2 décembre 2011 en deuxième partie de soirée. En dix ans, l'émission a diffusé plus de 300 témoignages.

Sur NT1 puis TFX : 
- Chaque dimanche soir en première et seconde partie de soirée (2013-2015).
- Chaque mercredi soir en première et seconde partie de soirée (2015-2019) et le jeudi soir en 3e partie de soirée. L'émission est également diffusée du lundi au vendredi à partir de 13 heures.
- Après la diffusion du dernier épisode le 24 avril 2019, des rediffusions ont été programmées sur la chaine jusqu'en juin 2020. Depuis lors, l'émission n'est plus diffusée.

## Présentation

### SurTF1
- Géraldine Carré (2001-2003).
- Isabelle Brès (2004-2008)
- Marion Jollès (2009-2014)

### SurNT1puisTFX
- Christophe Beaugrand (2013-2018)
- Voix-off (2018-2019)

## Principe
Le but de Confessions intimes est d'exposer le quotidien d'une personne ou d'un couple ayant un problème au niveau du comportement (conjoint jaloux, possessif, conjoint passionné par une star, par un animal, par un objet, etc., mésentente du couple à la maison ou travaillant ensemble, personnes ayant des TOC, problèmes de maîtrise des enfants, membre d'une famille en rupture avec le reste de la famille, personne croyant être une (future) star, etc.) et de trouver une solution pour les sortir de leurs difficultés.
La vie de ces personnes au quotidien est exposée dans un mini-reportage tourné souvent au domicile des personnes, où se situe le conflit.
Chaque protagoniste se confie également seul(e) devant la caméra. Lors de leurs confessions, on voit un faux camescope enregistrant leur propos. 
Une fois le problème posé, avec exposition du conflit, un thérapeute vient leur apporter son aide en les mettant face à la réalité et leur image souvient via le visionnement de vidéos leur conflit. Les thérapeutes Catherine Muller, Karine Grandval, la coach Alix Grandel, la coach familiale Marie-Ange Zorroche notamment, adaptent leur méthode aux personnes concernées pour qu'elles puissent retrouver espoir et trouver une solution à leurs problèmes.
L'émission revient aussi chez les personnes passées à l'antenne quelques mois ou quelques années auparavant, permettant aux téléspectateurs de savoir ce que sont devenues les personnes. 
À partir de septembre 2009, des anciens protagonistes qui s'en sont sortis viennent parfois aider les nouvelles personnes en difficulté.

## Critiques du bidonnage des «reportages»
En avril 2013, l'humoriste Rémi Gaillard a piégé les producteurs de l'émission Confessions Intimes afin de dénoncer, selon l’humoriste, les séquences bidonnées, participants manipulés, et journalistes sans scrupules de l'émission. Le 16 avril, TF1 diffusait un sujet mettant en scène un couple perturbé par la passion envahissante du mari pour cet humoriste montpelliérain. Alors que l'émission passe à l'écran, Rémi Gaillard publie sur sa chaîne YouTube et les réseaux sociaux une vidéo où il explique, en compagnie du « faux » couple passé à l'antenne, que « tout avait été planifié de longue date ». Les deux personnes intervenues sont des comédiens qui, à la demande de la production, vont jusqu'à rejouer 4 ou 5 fois des séquences « afin de faire passer Ludivine pour une folle, une hystérique ». Aurélien, l'acteur, explique de son côté que pour une autre séquence, le prétendu appel passé à Rémi Gaillard était en fait l'œuvre de la journaliste. Quelques jours plus tard, Rémi Gaillard publie sur sa page Facebook à la suite des éventuelles menaces de procès de TF1, des captures d'écran des SMS qui auraient été envoyés par la journaliste donnant des instructions durant le tournage.
Il y a quelques années, Jessica "Leectra" (connue actuellement sous le pseudonyme de Catrina Lesnik) avait elle aussi affirmé à Entrevue que les reportages étaient bidonnés.

## Audience
L'émission réalise sa meilleure audience sur TF1 le 8 janvier 2007 avec 3,9 millions de téléspectateurs, soit 39,2 % du public et près de 50 % des ménagères de moins de 50 ans.

## Prix et récompense
- Gérard de la télévision 2008 de la France d'en bas. (Prix parodique)